# Даніеле Лауманн
Даніеле Лауманн (англ. Daniele Laumann, 8 липня 1961) — канадська академічна веслувальниця.
Бронзова призерка Олімпійських Ігор 1984 року в складі парної двійки. Сестра веслувальниці Сілкен Лауманн.